# Nigel Stepney
Nigel Stepney (ur. 14 listopada 1958 w Ufton, zm. 2 maja 2014 w Kent) – brytyjski mechanik Formuły 1, który pracował dla Ferrari w latach 1996–2007.

## Życiorys

### Formuła 1
Stepney rozpoczął karierę mechanika w Formule 1 w roku 1977 w teamie Shadow. W roku 1979 przeszedł do Lotusa, a w 1989 – do Benettona. W 1991 roku pracował dla zespołu Piquet Racing w Formule 3000.

#### Ferrari
Do Ferrari przeszedł wraz z Michaelem Schumacherem, Rorym Byrnem i Rossem Brawnem, gdy ci przechodzili z Benettona do Ferrari.
W Grand Prix Hiszpanii w sezonie 2000, po wyjeździe z pit stopu Michael Schumacher przejechał przypadkowo po nodze Stepneya, przez co szef mechaników Ferrari miał złamaną stopę.

### Afera szpiegowska
W 2007 roku na jaw wyszła afera szpiegowska – udostępniał on własność intelektualną Mike’owi Coughlanowi, jednemu z szefów McLarena. Gdy zespół Ferrari dowiedział się o tym, 3 lipca zwolnił go. W wyniku afery zespół Mclaren musiał zapłacić 100 milionów dolarów grzywny; FIA odebrała mu także wszystkie punkty w klasyfikacji konstruktorów w sezonie 2007, kierowcom McLarena natomiast tych punktów nie odebrano.

### Po Formule 1
22 stycznia 2008 ogłoszono, że Stepneya zatrudniła firma Gigawave, producent kamer używanych na pokładach samochodów w wyścigach samochodowych (firma ta ma także swój zespół w serii FIA GT) jako Dyrektora Technologii Wyścigowych.
7 marca 2008 FIA odradziła jakimkolwiek zespołom Formuły 1 zatrudnianie Stepneya.
Zginął w wypadku samochodowym w 2014 roku.